# Заводівська сільська рада (Березівський район)
Заво́дівська сільська́ ра́да — колишня адміністративно-територіальна одиниця та орган місцевого самоврядування в Березівському районі Одеської області. Адміністративний центр — село Заводівка.

## Загальні відомості
Заводівська сільська рада утворена в 1926 році.
- Територія ради: 115,89 км²
- Населення ради: 2 154 особи (станом на 2001 рік)
- Територією ради протікає річка Тилігул

## Населені пункти
Сільській раді були підпорядковані населені пункти:
- с. Заводівка
- с. Виноград
- с. Чижове

## Населення
Згідно з переписом 1989 року населення сільської ради становило 3004 особи, з яких 1356 чоловіків та 1648 жінок.
За переписом населення 2001 року в сільській раді мешкали 2154 особи.

### Мова
Розподіл населення за рідною мовою за даними перепису 2001 року:
| Мова       | Відсоток |
| ---------- | -------- |
| українська | 93,31 %  |
| російська  | 4,6 %    |
| молдовська | 1,39 %   |
| гагаузька  | 0,37 %   |
| болгарська | 0,14 %   |
| білоруська | 0,05 %   |

## Склад ради
Рада складалася з 16 депутатів та голови.
- Голова ради: Товстик Людмила Олександрівна

### Керівний склад попередніх скликань
| Прізвище, ім'я, по батькові   | Основні відомості                                                          | Дата обрання | Дата звільнення |
| ----------------------------- | -------------------------------------------------------------------------- | ------------ | --------------- |
| Рахнянська Наталія Василівна  | Сільський голова, 1972 року народження, член Соціалістичної партії України | 26.03.2006   | 31.10.2010      |
| Рохнянська Наталія Василівна  | Сільський голова, 1972 року народження, освіта вища                        | 31.10.2010   | 01.01.2014      |
| Товстик Людмила Олександрівна | Сільський голова, 1962 року народження, освіта вища, позапартійна          | 25.05.2014   |                 |

Примітка: таблиця складена за даними сайту Верховної Ради України

### Депутати
За результатами місцевих виборів 2010 року депутатами ради стали:

#### За суб'єктами висування
| Суб'єкт висування            | Кількість обраних депутатів | %    |
| ---------------------------- | --------------------------- | ---- |
| Соціалістична партія України | 7                           | 43,8 |
| Самовисування                | 5                           | 31,3 |
| Партія регіонів              | 3                           | 18,8 |
| Комуністична партія України  | 1                           | 6,3  |

#### За округами
| № округу                     | Прізвище, ім'я, по батькові        | Дата визнання обраним | Освіта             | Партійна приналежність             | Відомості про обраного депутата                  |
| ---------------------------- | ---------------------------------- | --------------------- | ------------------ | ---------------------------------- | ------------------------------------------------ |
| Комуністична партія України  |                                    |                       |                    |                                    |                                                  |
| 7                            | Буряк Олена Леонідівна             | 04.11.2010            | вища               | член Комуністичної партії України  | пенсійний фонд, головний спеціаліст              |
| Партія регіонів              |                                    |                       |                    |                                    |                                                  |
| 2                            | Білоус Ольга Миколаївна            | 04.11.2010            | середня спеціальна | член Партії регіонів               | Заводівська загальноосвітня школа, бібліотекар   |
| 3                            | Мельник Валентина Миколаївна       | 04.11.2010            | вища               | член Партії регіонів               | Березівське ВПУ № 19, майстер ВН                 |
| 14                           | Похила Алла Іванівна               | 04.11.2010            | середня спеціальна | член Партії регіонів               | Чиживський сільський клуб, техпрацівник          |
| Соціалістична партія України |                                    |                       |                    |                                    |                                                  |
| 1                            | Тарасова Марина Юріївна            | 04.11.2010            | середня спеціальна | член Соціалістичної партії України | Заводівський будинок культури, художній керівник |
| 4                            | Вакіш Микола Олександрович         | 04.11.2010            | середня спеціальна | член Соціалістичної партії України | Заводівська сільська рада, землевпорядник        |
| 10                           | Литвинчук Наталія Миколаївна       | 04.11.2010            | вища               | член Соціалістичної партії України | Заводівська сільська рада, бухгалтер             |
| 11                           | Осипенко Олександр Володимирович   | 04.11.2010            | середня спеціальна | член Соціалістичної партії України | тимчасово не працює                              |
| 12                           | Товстик Людмила Олександрівна      | 04.11.2010            | вища               | член Соціалістичної партії України | Заводівська сільська рада, секретар              |
| 15                           | Попик Леонід Володимирович         | 04.11.2010            | середня            | член Соціалістичної партії України | тимчасово не працює                              |
| 16                           | Дроздов Анатолій Володимирович     | 04.11.2010            | середня            | член Соціалістичної партії України | фермерське господарство «Олександр», тракторист  |
| Самовисування                |                                    |                       |                    |                                    |                                                  |
| 5                            | Мерзлякова Олена Федорівна         | 04.11.2010            | середня спеціальна | позапартійна                       | фермерське господарство «Сатурн», бухгалтер      |
| 6                            | Ладиненко Олександр Іванович       | 04.11.2010            | вища               | позапартійний                      | Заводівська загальноосвітня школа, вчитель       |
| 8                            | Мирошніченко Людмила Олександрівна | 04.11.2010            | середня            | позапартійна                       | тимчасово не працює                              |
| 9                            | Овчаренко Ольга Володимирівна      | 04.11.2010            | середня спеціальна | позапартійна                       | ОПЛ № 3, медична сестра                          |
| 13                           | Ігнатенко Василь Васильович        | 04.11.2010            | середня            | позапартійний                      | тимчасово не працює                              |